# Râul Aveyron
Aveyron este un râu în partea de sud a Franței. Este un afluent al râului Tarn făcând astfel parte din bazinul fluviului Garonne. Izvorăște din departamentul Aveyron lânga localitatea Sévérac-le-Château în Masivul Central. Are o lungime de 292 km, un debit mediu de 56,3 m³/s și un bazin de 5.170 km². Se varsă în Tarn între localitatile Lafrançaise și Villemade în departamentul Tarn-et-Garonne.